# نيكولاي فلاسوف
نيكولاي إيفانوفيتش فلاسوف ( بالروسية : Николай Ива́нович Власов ؛ 11 نوفمبر 1916؛ بتروغراد - 26 يناير 1945؛ معسكر اعتقال ماوتهاوزن-جوسن ) كان طيارًا مقاتلًا سوفيتيًا ومقدمًا وبطل الاتحاد السوفيتي . 2. الحرب العالمية الثانية بينما كان يقود طائرة ياك-1 في 29 يوليو 1943، أصيب بنيران مضادة للطائرات في لينينغراد وأسره النازيون. نظّم المقاومة في العديد من معسكرات الاعتقال التي أُرسل إليها وحاول الهروب عدة مرات. ولهذه المحاولات، تم إرساله إلى معسكر اعتقال ماوتهاوزن-جوسين . وشي به من قبل أحد الأسراء أثناء محاولة هرب جديدة، وتعرض للتعذيب على يد قوات الأمن الخاصة أثناء اقتراب قوات الحلفاء من المنطقة، وتم حرقه حيًا في فرن محرقة الجثث في 26 يناير 1945. استمر السجناء الآخرون في التمرد بعد وفاة فلاسوف، وفي 3 فبراير 1945، تمكن حوالي 500 سجين من الفَرَار من المعسكر.

## النشأة
ولد فلاسوف في 11 نوفمبر 1916 في بتروغراد لعائلة من العمال الروس. بعد المدرسة الثانوية، عمل ميكانيكيًا في أحد المصانع، ومنذ ذلك الحين وحتى انضمامه إلى الجيش الأحمر عام 1934، عمل أمينًا للجنة كمسمول. بعد أن أكمل دورات الطيران في مدرسة الطيران خلال حياته العسكرية، حصل على شهادة مدرب طيران عام 1936 قبل أن ينضم إلى الحزب الشيوعي للاتحاد السوفيتي عام 1936.

## الحرب العالمية الثانية

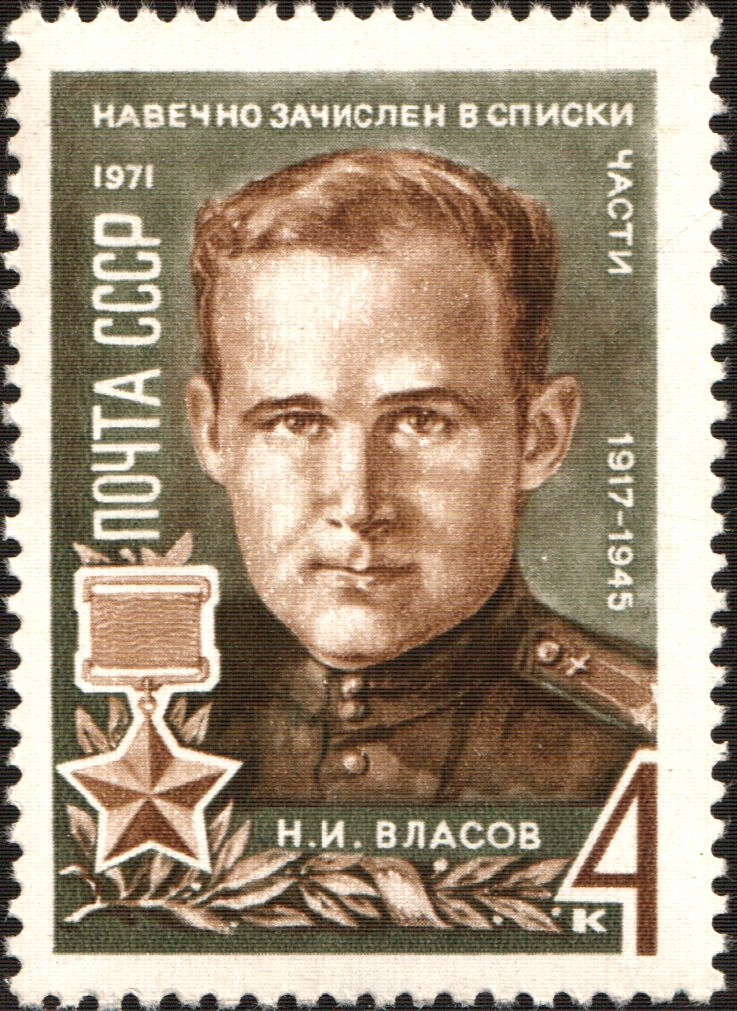
طابع بريد سوفيتي من عام 1971 عليه صورة فلاسوف.

قام فلاسوف بدور فعال في الدفاع عن الاتحاد السوفيتي كقائد سرب مقاتل على الجبهة الغربية بعد اليوم الأول من عملية بربروسا. في أغسطس 1941، وفي أثناء محاولته اعتراض طائرة استطلاع نازية، تعطلت الأسلحة الموجودة على طائرته فهاجم جويًا بطائرته. كان عملية ناجحة وتم تدمير الطائرة النازية، لكن فلاسوف أصيب بجروح خطيرة بينما كان يحاول تخليص طائرته. وبسبب إصابته لم يتمكن من الطيران مدة عام وأمضى فترة طويلة في المستشفى. بعد خروجه من المستشفى، أمضى وقته في تدريب الطيارين المقاتلين الشباب. سُمح له في النهاية بالطيران في يونيو 1942، لكنه بدأ في الطيران بقاذفة ليلية من طراز Po-2 بدلًا من المقاتلة. في إحدى المهام، تم تكليفه بالهبوط بطائرته بالقرب من قوات العدو لنقل الطيار الجريح، بطل الاتحاد السوفيتي فيليب ديمتشينكوف، إلى بر الأمان. نجح فلاسوف في تنفيذ المهمة تحت نيران العدو الكثيفة. شارك في إجمالي 220 رحلة جوية و22 معركة جوية في الحرب، وأسقط ما مجموعه 10 طائرات معادية. حصل على لقب بطل الاتحاد السوفيتي في 23 نوفمبر 1942. ذهب إلى الكرملين لتسلم الجائزة.
في صباح يوم 29 يوليو 1943، أسقط النازيون الطائرة ياك-1 التي يقودها فلاسوف نتيجة نيران مدفعية الطائرات في لينينغراد. قُذف من الطائرة حينما اصطدمت بالأرض فنجا لكنه كان فاقدًا للوعي عندما عثرت عليه القوات الألمانية لخطورة إصابته. وعندما استيقظ في الأسر كان مرتبكًا للغاية، ولأنهم لم يأخذوا ميدالياته، اعتقد أنه ليس أسيرًا وحاول المشي بضعة أمتار، لكن الحراس أوقفوه وأسره النازيون.عرضوا عليه التعاون لكنه رفض. وبعد ذلك تم إرساله إلى معسكر اعتقال بالقرب من مدينة لودز في بولندا المحتلة. قام بأول محاولة للهروب في ربيع عام 1944، لكنه فشل وتم نقله إلى سجن في فورتسبورغ. وهناك قام بمحاولة هروب ثانية. تظاهر بالمرض ثم حاول الخروج من نافذة المستشفى، ولكن بعد القبض عليه تم إرساله إلى معسكر اعتقال ماوتهاوزن-جوسين في النمسا. وباقتراب القوات السوفيتية، حاول تنظيم انتفاضة مع سجناء آخرين، ولكن خانه أحد السجناء وأبلغ قوات الأمن الخاصة بالوضع. تعرض لتعذيب شديد وتم حرقه حيًا في فرن المحرقة في 26 يناير. 1945. وبعد وفاته استمرت الانتفاضة، وفي 3 فبراير 1945 قامت مجموعة مكونة من حوالي 500 سجين بتدمير جزء من السياج ولاذوا بالفرار من المعسكر.

## الجوائز
حصل فلاسوف على وسام الراية الحمراء وحصل مرتين على لقب بطل الاتحاد السوفيتي.

## ذكرى وتراث
على عكس العديد من أسرى الحرب السوفيت، استمر الجيش السوفيتي في الثناء على فلاسوف لولائه وشجاعته في المعركة. بعد وفاته الوحشية، خُلد ذكراه بطلا ونموذجًا يحتذى به للأفراد العسكريين الآخرين. صدر طابع بريد سوفيتي يحمل صورته في عام 1971. تم تسمية بعض الشوارع في الاتحاد السوفيتي وتم بناء معالم تذكارية تخليدًا لذكراه.

## أنظر أيضًا
- الجرائم التي ارتكبها النازيون ضد أسرى الحرب السوفيت

## المصدر
1. ↑  "Власов Николай Иванович". مؤرشف من الأصل في 17 Aralık 2018. اطلع عليه بتاريخ 29 Haziran 2019. {{استشهاد ويب}}: تحقق من التاريخ في: |تاريخ الوصول= و|تاريخ أرشيف= (مساعدة) والوسيط غير المعروف |موسوعة= تم تجاهله (مساعدة)
2. ↑  Shkadov، Ivan (1987). Герои Советского Союза: краткий биографический словарь I, Абаев - Любичев. Moskova: Voenizdat. ص. 273. مؤرشف من الأصل في 2 Kasım 2021. اطلع عليه بتاريخ 29 Haziran 2019. {{استشهاد بكتاب}}: تحقق من التاريخ في: |تاريخ الوصول= و|تاريخ أرشيف= (مساعدة)
3. ↑  Shadov, Ivan (1987). Герой Советского Союза I, Абаев - Любичев (بالروسية). Moskova: Voenizdat.
4. 1 2  "Власов Николай Иванович". مؤرشف من الأصل في 22 Aralık 2018. اطلع عليه بتاريخ 29 Haziran 2019. {{استشهاد ويب}}: تحقق من التاريخ في: |تاريخ الوصول= و|تاريخ أرشيف= (مساعدة) والوسيط غير المعروف |موسوعة= تم تجاهله (مساعدة)
5. ↑  "Russian do not surrender", 8 Şubat 2015, ответы на незаданные вопросы
6. ↑  Лётчики. Moskova: Молодая гвардия. 1978. مؤرشف من الأصل في 15 Haziran 2019. اطلع عليه بتاريخ 29 Haziran 2019. {{استشهاد بكتاب}}: تحقق من التاريخ في: |تاريخ الوصول= و|تاريخ أرشيف= (مساعدة)
7. ↑  Указ Президиума Верховного Совета СССР «О присвоении звания Героя Советского Союза начальствующему составу Красной Армии» от 23 ноября 1942 года نسخة محفوظة 2021-11-15 على موقع واي باك مشين. // Ведомости Верховного Совета Союза Советских Социалистических Республик : газета. — 1942. — 12 декабря (№ 44 (203)). — С. 1.